# Nacho Casanova
Nacho Casanova, all'anagrafe Ignacio Díaz Casanova Montenegro (Las Palmas, 4 febbraio 1987), è un ex calciatore spagnolo, di ruolo attaccante.

## Carriera
Inizia la carriera nel 2004 con il Las Palmas. Poco prima di esordire in prima squadra, nel 2005, viene ceduto in prestito al Castillo. Nel 2008 passa alle Águilas, dove gioca in una stagione 27 partite segnando un gol. Si trasferisce poi, sempre per un anno, al Maiorca B, dove segna 7 gol in 31 partite. Quindi va all'Alicante, dove segna 11 reti in 31 partite. Dopo una parentesi al Ried passa nella terza divisione austriaca al FC Pasching. Con il club neroverde vince, contro ogni aspettativa, la Coppa d'Austria 2013 , competizione nella quale segna quattro gol, piazzandosi al terzo posto della classifica cannonieri del trofeo.

## Palmarès

### Club

#### Competizioni nazionali
- Coppa d'Austria: 1

Pasching: 2012-2013